# Fractofusus
Il fractofuso (gen. Fractofusus) è un organismo estinto, vissuto nel Proterozoico superiore (Ediacarano, 570-560 milioni di anni fa). I suoi resti sono stati ritrovati in Canada (Terranova), nella riserva ecologica di Mistaken Place.

## Descrizione
I fossili di questo organismo sono strutturati a compartimenti e possiedono una simmetria bipolare; la forma generale è simile a quella di un fuso, con un margine assiale longitudinale a zig zag. Ai lati si protendevano strutture che formavano moduli paralleli e allungati, di ampiezza generalmente uniforme. Questi moduli erano di grandezza decrescente mano a mano che si avvicinavano alle estremità dell'organismo. Ogni modulo, inoltre, era suddiviso in una serie di numerosi rilievi meno prominenti.
Le dimensioni dei fossili a forma di fuso erano compresi tra poco più di un centimetro e gli oltre 20 centimetri di lunghezza, mentre la larghezza non superava mai i 5 centimetri. Analisi approfondite sui numerosi fossili hanno permesso di determinare che vi erano due diverse specie di fractofuso (F. misrai e F. andersoni), distinguibili per numero di segmenti e per il rapporto tra lunghezza e larghezza.

## Resti enigmatici
Scoperti per la prima volta nel 1967, i resti fossili di questo organismo sono stati più volte illustrati in testi scientifici ma non sono stati descritti scientificamente per i successivi 40 anni. Il merito della scoperta è da attribuire a S. B. Misra, uno studente della Newfoundland Memorial University, che scoprì un ricco giacimento di resti fossili di organismi a corpo molle sulla superficie di grandi lastre di roccia in una regione della penisola di Avalon a Terranova, in un posto noto come Mistaken Point.
Solo nel 2007, però, questi resti hanno ricevuto una descrizione formale. Per tutti questi anni, l'organismo era conosciuto come "forma a fuso" nella letteratura scientifica, ed è rimasto un enigma di difficile interpretazione.
Dopo accurate ricerche, il fractofuso è ritenuto essere un rappresentante di quegli organismi noti come rangeomorfi, simili alle attuali penne di mare (Pennatulacea) ma non imparentati con esse. Gli studiosi ritengono che il fractofuso e i suoi parenti possano essere posti vicino alla base dei metazoi.